# François Couchepin
François Couchepin (Martigny, 19 gennaio 1935 – Losanna, 23 febbraio 2023) è stato un politico svizzero.
È stato Cancelliere federale della Svizzera dal 1991 al 1999.